# Asplenium aemilii-guineae
Asplenium aemilii-guineae är en svartbräkenväxtart som beskrevs av Arthur Hugh Garfit Alston. Asplenium aemilii-guineae ingår i släktet Asplenium och familjen Aspleniaceae. Inga underarter finns listade.